# Luigi Martinucci
Luigi Martinucci (Galatina, 5 agosto 1968) è un direttore della fotografia italiano.

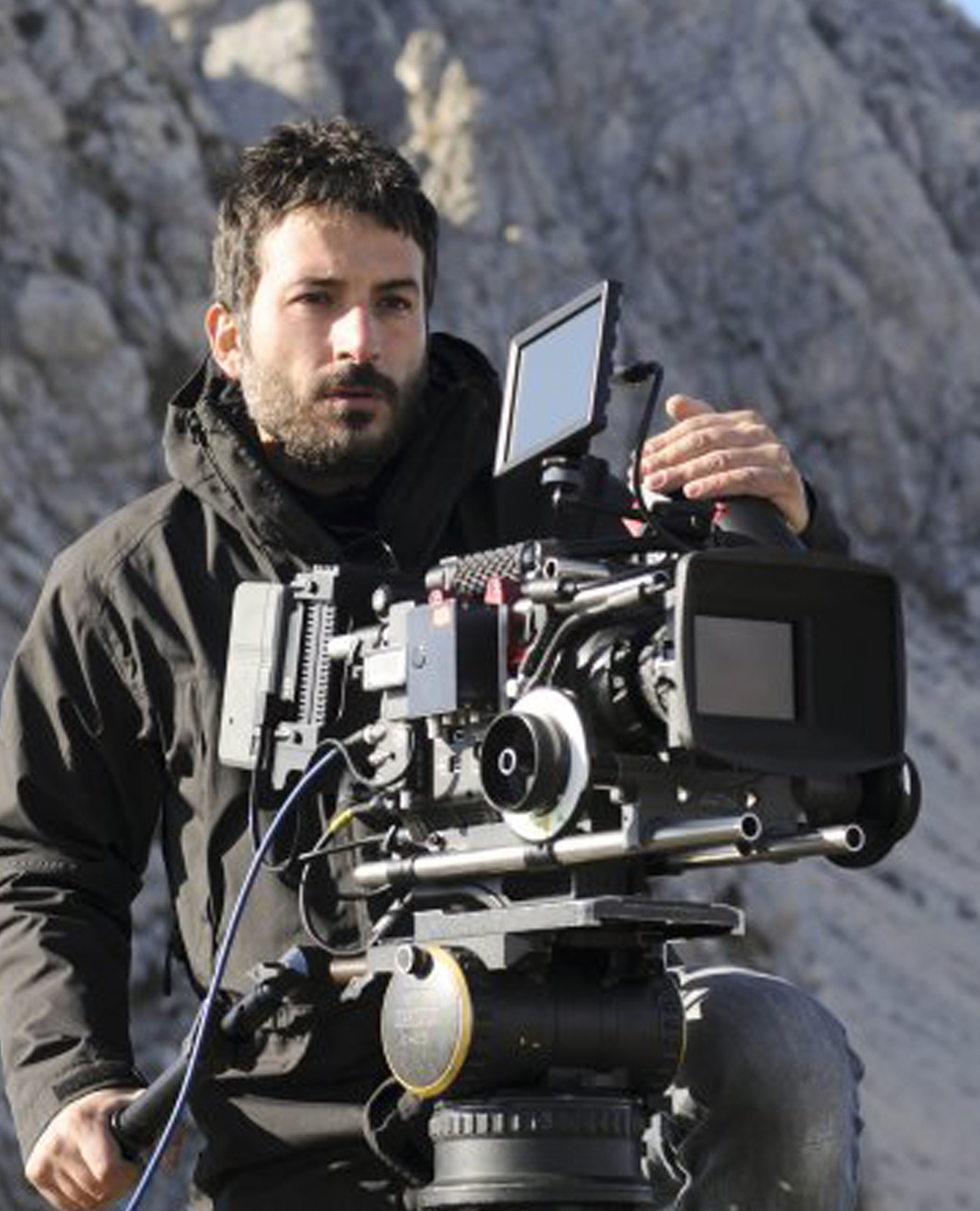
Luigi Martinucci (2009)

Tra i numerosi film per cui ha lavorato come direttore della fotografia,  anche Private (miglior fotografia Buenos Aires International Festival of Independent Cinema), film che era stato scelto per rappresentare l'Italia all'Oscar per il miglior film straniero successivamente rifiutato dall'Academy of Motion Picture Arts and Sciences perché non recitato in italiano.

## Cinema

### Lungometraggi
- L'auto del silenzio, regia di Andrea Adriatico (2001)
- La vita continua, regia di Giovanni Galletta (2002)
- Through the looking glass, regia di Davide Pepe (2002)
- Due volte a te, regia di Pietro Babina (2003)
- Radio west, regia di Alessandro Valori (2003)
- Private, regia di Saverio Costanzo (2004)
- Il vento, di sera, regia di Andrea Adriatico (2004)
- La vita è breve ma la giornata è lunghissima, regia di Gianni Zanasi e Lucio Pellegrini (2004)
- Che fai tu luna, regia di Cristina Mazzavillani Muti (2005)
- Sopra le nuvole, regia di Sabrina Guigli e Riccardo Stefani (2008)
- Albakiara - Il film, regia di Stefano Salvati (2008)
- Mar nero, regia di Federico Bondi (2008)
- Sbirri, regia di Roberto Burchielli (2009)
- Goodbye Mr. Zeus!, regia di Carlo Sarti (2009)
- Dopo quella notte, regia di Giovanni Galletta (2010)
- Il testimone invisibile, regia di Stefano Mordini (2018)
- Gli infedeli, regia di Stefano Mordini (2020)
- Lasciami andare, regia di Stefano Mordini (2020)
- La scuola cattolica, regia di Stefano Mordini (2021)
- Sulla giostra, regia di Giorgia Cecere (2021)
- Carla, regia di Emanuele Imbucci (2021)
- Pompei Eros e mito, regia di Pappi Corsicato (2021)
- Autumn beat, regia di Antonio Dikele Distefano (2022)
- Race for glory: Audi vs. Lancia , regia di Stefano Mordini (2023)
- Dieci minuti, regia di Maria Sole Tognazzi (2024)

### Documentari
- I bambini non lo sanno, regia di Maria Martinelli (1998)
- Decameron, regia di Maria Martinelli (1999)
- Some breaking, regia di Anna de Manincor (1999)
- Referees, regia di Stefano Mordini (2000)
- Gladiatori, regia di Maria Martinelli (2000)
- Paz ‘77, regia di Stefano Mordini (2000)
- L'allievo modello, regia di Stefano Mordini (2002)
- Gitanes, regia di Matteo Rovere (2004)
- Being Claudia Cardinale, regia di Stefano Mordini (2005)
- Una volta nella vita, regia di Lucio Pellegrini  (2006)
- La vittima e il carnefice, regia di Roberto Burchielli (2008)
- Giardini di luce, regia di Davide Pepe (2009)
- Valdagno - Arizona, regia di Pyoor Collective (2011)
- Andata e ritorno, regia di Donatella Finocchiaro (2011)
- The falling body, regia di Davide Pepe (2012)
- Working around viceversa, regia di Davide Pepe (2013)
- S Is for Stanley - Trent'anni dietro al volante per Stanley Kubrick, regia di Alex Infascelli (2015)

### Cortometraggi
- La custode, regia di Enzo Casucci (1997)
- Essi vivono, regia di Davide Pepe (1998)
- Da nero a nero, regia di Anna de Manincor (1999)
- Una prova, regia di Giovanni Galletta (1999)
- Non è successo niente, regia di Giovanni La Parola (1999)
- Effetto Zeigarnik, regia di Vito Palmieri (1999)
- Lacrymae, regia di Maria Martinelli (1999)
- La festa dei desideri, regia di Vito Palmieri (2000)
- Never Keep souvenirs of a murder, regia di Anna de Manincor (2000)
- Ypotesi, regia di Gianni De Blasi (2000)
- Anarchie – quel che resta di libertè, egalitè, fraternitè, regia di Andrea Adriatico (2000)
- Biodegradabile, regia di Lucio Pellegrini (2000)
- Bocca di rosa, regia di Riccardo Marchesini (2000)
- Il primo pensiero, regia di Giovanni Galletta (2000)
- Massimo rispetto, regia di Giacomo D'Urzi (2001)
- La sua gamba, regia di Francesco Costabile (2001)
- Hollow, regia di Luigi Cecinelli (2001)
- Appunti per un film su zio Vania, regia di Marco Bellocchio (2002)
- D-Nite, regia di Gianni de Blasi (2002)
- Pugni, regia di Andrea Adriatico (2002)
- Die for me, regia di Anna de Manincor (2002)
- La tempesta, regia di Igor Borghi (2002)
- silenzi e castelli regia di Alessandro Valori (2002)
- L'albero dei mattoni, regia di Roberto Naccari (2003)
- Unconventional toys, regia di Matteo Rovere (2004)
- Le sirene, regia di Francesco Colangelo (2005)
- L'ultimo passo, regia di Francesco Colangelo (2005)
- Q isola, regia di Alessandro Lunardelli (2005)
- La casetta nel bosco, regia di Maurizio Finotto (2009)
- l'anniversario, regia di Maurizio Finotto (2009)
- Academy girl, regia Silvia Morani (2011)
- Three colors, regia Silvia Morani (2012)
- Firmeza, regia di Asia Argento (2012)
- Sick of love, regia di Silvia Morani (2013)
- Celestial, regia di Silvia Morani (2013)
- YouBorn, regia di Michele Salvezza (2014)
- L’uomo che inventò il futuro, regia di Ferzan Ozpetek (2021)

## Teatro
- Si prega di non discutere di casa di bambola, regia di Pietro Babina (Teatrino Clandestino) (2000)
- Iliade, regia di Pietro Babina (Teatrino Clandestino) (2002)
- Sporting life, regia di Anna de Manincor (Zimmer frei) (2003)
- Madre e assassina, regia di Pietro Babina (teatrino Clandestino) (2004)
- Cenere, regia di Chiara Muti (2005)
- Ridono ancor i sassi della città, regia di Elena Bucci (Ravenna festival) (2006)
- Il sogno di Ludwig, regia di Chiara Muti (Ravello festival) (2007)
- Il regno di rucken, regia di Chiara Muti (2007)
- La ciociara, regia di Roberta Torre (2011)

## Televisione
- La fondazione, regia di Maurizio Finotto (2002)
- La strana coppia, regia di Lucio Pellegrini e Max Croci (2007)
- Ale e Franz Sketch Show, regia di Latino Pellegrini (2010 - 2011)
- Non smettere di sognare, regia di Roberto Burchielli (2011)
- Liberi sognatori - La scorta di Borsellino, regia di Stefano Mordini (2018)
- Le fate ignoranti - la serie, regia di Ferzan Ozpetek (2022)
- Antonia, regia di Chiara Malta (2024)

## Premi
- Miglior fotografia premio Kodak festival Visione Italiane Bologna 1999 per Da nero a nero
- Miglior fotografia Festival Videocorto di Nettuno 2001 per Il primo pensiero
- Miglior fotografia festival un ciak per l'ambiente Milano 2003 per Die for me
- Miglior fotografia premio Kodak video clipped the radio stars. 2004 per Peter Pan sindrome
- Miglior fotografia Concorso Internazionale Inventa un Film 2004 per Pugni
- Miglior fotografia Palermo film festival 2005 per Le sirene
- Miglior fotografia Buenos Aires International festival of independent cinema 2005 per Private
- Nomination miglior fotografia Premio 35mm 2005 per Private
- Premio AIC 2012 Miglior Cinematografia per la fiction Non smettere di sognare
- Premio Miglior Cinematografia festival ASVOFF Parigi per il fashion filmGlow
- Premio Kineo 2019 Miglior Cinematografia per il film Il testimone invisibile